# Chatsworth (Kalifornia)
Chatsworth Los Angeles városrésze az USA Kalifornia államában. Lakosainak száma 37 102 fő (2008).

## Népesség
A település népességének változása:

| 2000 | 41 255 |
| 2008 | 37 102 |